# Enying
Enying este un oraș în districtul Enying, județul Fejér, Ungaria, având o populație de 7.008 locuitori (2011). 

## Demografie
Componența etnică a orașului Enying
     Maghiari (95,48%)
     Romi (2,55%)
     Germani (1,39%)
     Necunoscut (0,38%)
     Alții (0,2%)
Componența confesională a orașului Enying
     Romano-catolici (46,92%)
     Reformați (17,77%)
     Fără religie (11,14%)
     Luterani (1,51%)
     Necunoscută (21,96%)
     Alte religii (1,4%)
Conform recensământului din 2011, orașul Enying avea 7.008 locuitori. Din punct de vedere etnic, majoritatea locuitorilor (95,48%) erau maghiari, existând și minorități de romi (2,55%) și germani (1,39%). Apartenența etnică nu este cunoscută în cazul a 0,38% din locuitori. Nu există o religie majoritară, locuitorii fiind romano-catolici (46,92%), reformați (17,77%), persoane fără religie (11,14%) și luterani (1,51%). Pentru 21,96% din locuitori nu este cunoscută apartenența confesională.